# Pico Naiguatá
Pico Naiguatá je nadmořskou výškou 2765 metrů nejvyšší hora venezuelských Pobřežních Kordiller. Její vrchol se nachází 9 km od centra hlavního města Venezuely Caracasu a 8 km od pobřeží Karibského moře v národním parku El Ávila. Výstup na vrchol hory představuje přibližně šest hodin dlouhé putování.
Kolem vrcholu se nachází horské mlžné lesy. V bezprostřední blízkosti vrcholu vysokohorský ekosystém páramo.